# Sebastian Colțescu
Constantin Sebastian Colțescu (Craiova, 7 maggio 1977) è un arbitro di calcio rumeno.

## Carriera
È stato promosso in Divizia A nel 2003, facendo il suo esordio il 28 novembre durante Oțelul Galați-Gloria Bistrița. Il 17 giugno 2006, Colțescu ha diretto la sua prima partita nelle coppe europee nel primo turno della Coppa Intertoto, Zrinjski Mostar-Marsaxlokk.
Nel 2007 è stato escluso dalla lista FIFA e retrocesso in Liga II in Romania. È riuscito a tornare nella massima serie del paese alla fine del 2008. Ha fatto il suo esordio da internazionale il 2 giugno 2013, nell'amichevole fra Irlanda e Georgia.
Nel 2013 la sua direzione della partita Petrolul Ploiești-Gaz Metan Mediaș è stata al centro di numerose polemiche, poiché ha estratto sette cartellini rossi e 13 gialli. Durante una delle espulsioni ha inoltre afferrato per il collo il giocatore espulso che protestava contro di lui. Nella partita del 2015 fra Astra Giurgiu e Steaua Bucarest fu nuovamente al centro delle polemiche dopo aver annullato tre gol alla squadra ospite.
L'8 dicembre 2020, mentre era quarto uomo nella partita di Uefa Champions League PSG-İstanbul Başakşehir, si è rivolto all'arbitro dell'incontro indicando il vice-allenatore della squadra turca Pierre Webó intento a protestare. Non conoscendo il nome del soggetto indicato all'arbitro, lo ha descritto chiamandolo «negru» (nero in rumeno), suscitando la protesta dei giocatori di entrambe le squadre che hanno poi abbandonato il campo causando la sospensione della partita. In seguito a ciò, l’8 marzo 2021 viene sospeso fino al 30 giugno, venendo però scagionato dall'accusa di razzismo. Dopo aver scontato la squalifica è tornato ad arbitrare in Romania.